# Semécourt
Semécourt é uma comuna francesa na região administrativa de Grande Leste, no departamento de Mosela. Estende-se por uma área de 2,3 km². Em 2010 a comuna tinha 1 011 habitantes (densidade: 439,6 hab./km²).